# Côn Sơn
Côn Sơn, eller Côn Lôn, är den största ön i arkipelagen Côn Đảo, som ligger i Sydkinesiska havet. Côn Sơn och Côn Đảo tillhör i Ba Ria-Vung Tau-provinsen i södra Vietnam. Ön blev via omtalad för sina ”tigerburar” som amerikanska kongressmän kom att rapportera om 1970 efter ett besök på ön.

## Andra namn
Den grekiske geografen och astronomen  Ptolemaios kallade i sin atlas Geographia, som utkom på 200-talet e.Kr., ögruppen för Satyrernas öar.
Den venetianske upptäcktsresanden Marco Polo nämnde ön I sin reseskildring över en resa från Kina till Indien 1292, som Sondur och Condur.
Det medeltida arabiska namnet var Sundar Fúlát صندر فولات: 
När ön var del i det Franska kolonialimperiet i Franska Indokina benämndes ön huvudsakligen Grande-Condore.
Öns namn på khmer är Koh Tralach, កោះត្រឡាច , vilket betyder “Kalebassernas ö” och närmare bestämt hänsyftar på arten Benincasa hispida, som saknar svenskt artnamn.

## Historia
1702 grundade Brittiska Ostindiska Kompaniet en bosättning på ön, som Storbritannien kallade Pulo Condore efter dess malajsiska namn Pulau Kundur  فولاو كوندور. Men redan 1705 utplånades bosättningen.
Genom Versaillesfördraget 1787 överlämnades ön till Frankrike. I gengäld lovade Frankrikes och Navarras kung Ludvig XVI av Frankrike att hjälpa Nguyễn Ánh trupper för att återta makten i området. Nguyễn blev sedermera den förste kejsaren av Nguyendynastin i Vietnam, med namnet Gia Long.
1861 etablerade fransmännen ett fängelse på ön, Côn Đảo-fängelset, för politiska fångar. Kända fångar vid Côn Đảo-fängelset på 1930-talet var Phạm Văn Đồng, Nguyễn An Ninh och Le Duc Thọ. 1954 lämnades fängelset över till Sydvietnam som fortsatte använda det för politiska fångar. Inte långt från fängelset ligger Hàng Dươngs kyrkogård, där en del av fångarna finns begravda.
Under Vietnamkriget var fängelset till för misstänkta motståndare till Sydvietnams regim. 1970 avslöjades förekomsten av de så kallade ”tigerburarna” vid fängelset när president Nixon sände en delegation på tio kongressledamöter till Vietnam för att undersöka bland annat detta fängelse. Undersökningen var tänkt att underlätta för amerikanerna att få besöka ett fängelse i norr där amerikanska krigsfångar hölls. Några av kongressmännen lyckades ta sig förbi det mönsterfängelse som fängelseledningen ville visa och fann tigerburarna. Kongressmännen fann ett inferno med misshandlade fångar. Harkin tog bilder som publicerades i tidningen Life 17 juli 1970. Protesterna som följde på publiceringen ledde till att 180 män och 300 kvinnor överfördes till andra fängelser eller mentalsjukhus.
Fängelset på Côn Sơn stängdes 1975 efter Saigons fall.